# La Riera (Vilafermosa)
La Riera és una pedania del terme municipal de Vilafermosa, a la comarca de l'Alt Millars, País Valencià. L'indret es troba a l'esquerra del riu de Vilafermosa, a uns dos quilòmetres en direcció sud-est del nucli municipal. L'any 2009 tenia 27 habitants.